# Neosybra kenyensis
Neosybra kenyensis là một loài bọ cánh cứng trong họ Cerambycidae.